# Perrecy-les-Forges
Perrecy-les-Forges – miejscowość i gmina we Francji, w regionie Burgundia-Franche-Comté, w departamencie Saona i Loara.
Według danych na rok 1990 gminę zamieszkiwały 2023 osoby, a gęstość zaludnienia wynosiła 60 osób/km² (wśród 2044 gmin Burgundii Perrecy-les-Forges plasuje się na 99. miejscu pod względem liczby ludności, natomiast pod względem powierzchni na miejscu 130.).